# Politische Willensbildung
Politische Willensbildung ist der Weg von politischen Ideen zu politischen Entscheidungen und Umsetzung politischer Ziele.
Bei der Politischen Willensbildung im Allgemeinen geht es um die Wünsche und Ziele aller Menschen. Die Bundeszentrale für politische Bildung definiert Politische Willensbildung im Allgemeinen als einen „Prozess, bei dem (mit unterschiedlichem Gewicht) bestimmte Gegebenheiten (Zustände, Fakten) und bestimmte Absichten (Interessen, Ideen) zu politischen Überzeugungen, zu politischen Zielen und ggf. politischen Handlungen führen“.
Bei der Politischen Willensbildung im Speziellen geht es um Vorstellungen politischer Institutionen. Die Politische Willensbildung im Speziellen bildet einen Prozess, bei dem die Meinungen und Wünsche vieler Menschen durch beauftragte oder selbst ernannte Einrichtungen zum Ausdruck gebracht werden. Dazu gehören Parteien, Verbände und Initiativen. Von den politischen Institutionen werden diese Meinungen und Wünsche aufgenommen und mit anderen Interessen und Zielen zusammengefasst (Aggregationsfunktion).
Die Rolle der politischen Parteien in Deutschland wird in Art. 21 Grundgesetz wie folgt beschrieben:

„Die Parteien wirken bei der politischen Willensbildung des Volkes mit. […]“

Dieser Grundgesetzartikel begründet das Parteienprivileg und die besondere Rolle der Parteien in der parlamentarischen Demokratie, doch begründet er ausdrücklich kein Monopol für Parteien, an der politischen Willensbildung mitzuwirken. So können auch andere Gruppen oder Einzelpersonen Einfluss auf politische Entscheidungen nehmen, ohne politische Partei zu sein.

## Politische Willensbildung in der Schweiz

### Der politische Wille
Unter »politischem Willen« werden in der Schweiz staatliche Entscheide verstanden, die für alle Menschen, Unternehmungen und Organisationen auf einem bestimmten Territorium verbindlich sind und nötigenfalls mit Zwang durchgesetzt werden können. Willensbildung ist die Art und Weise, wie politische Entscheide zustande kommen. »Politisch« soll heißen, dass die Bildung des Willens kontrovers ist und am Ende eine Mehrheit gemäß festgelegten Regeln entscheidet. Bedeutsame Entscheide werden in Rechtsnormen gefasst. Es gibt auch staatliche Entscheide im Einzelfall; die meisten davon sind indessen nicht politisch, z. B. eine Veranlagungsverfügung einer Steuerbehörde oder ein Strafbefehl. In Ausnahmefällen können Einzelentscheide aber auch politisch sein, etwa die Konzession für ein Atomkraftwerk, der Bau eines alpenquerenden Tunnels oder die Beschaffung neuer Kampfflugzeuge. Politische Entscheide werden in einem Rechtsstaat wie der Schweiz von dazu befugten Organen nach einem geregelten Verfahren getroffen. Der politische Wille ist in der Schweiz zudem direkt oder indirekt demokratisch legitimiert, da die Stimm- und Wahlberechtigten Mitwirkungsrechte haben.

### Konsensorientierte Willensbildung
Die Schweiz galt lange als Musterfall einer konsensorientierten Demokratie, und dies ist mit Abstrichen immer noch der Fall. In den politischen Willen fließen in der Schweiz gewöhnlich die Interessen zahlreicher Akteure ein; es handelt sich also im Ergebnis um einen Kompromiss. Dies heißt aber nicht, dass der Entscheidungsprozess in allen Phasen konsensorientiert verläuft. Gerade in demokratischen Staaten mit ausgeprägtem Föderalismus, mehreren Sprachen, Konfessionen und einer ausdifferenzierten Wirtschaft wie der Schweiz ist ein Ausgleich der divergierenden Interessen aber unabdingbar. Die daraus entstehenden hohen Aushandlungskosten werden meist aufgewogen durch die eher geringen Umsetzungs- und Widerstandskosten und die Nachhaltigkeit des politischen Willens. Wenn es nämlich in einem politischen System periodisch zu abrupten Veränderungen in der Formierung des politischen Willens kommt, ist dies unter dem Strich auch nicht effizient.

### Die Strukturen und Regeln der politischen Willensbildung
Rechtsnormen formen sowohl die Strukturen wie die Verfahren des Willensbildungsprozesses. Sie legen fest, welches Staatsorgan für welche Entscheide zuständig ist. Diese Kompetenzzuteilung bestimmt auch, an wen sich Lobbyisten wenden müssen, wenn sie Willensbildungsprozesse beeinflussen wollen. Wenn sich die Strukturen und Verhältnisse ändern, führt dies auch zu Änderungen im Willensbildungsprozess. Die grundlegende Kompetenzzuteilung an die staatlichen Akteure ist in der Bundesverfassung festgelegt. Zuständig für den Erlass von Gesetzen auf Kantons- und Bundesebene sind die Parlamente. Sie entscheiden nicht abschließend, sondern unter dem Vorbehalt des Referendums. Das Vorverfahren der Gesetzgebung sowie viele Entscheide im Einzelfall liegen in den Händen der Regierungen. Ebenso haben die Regierungen die Kompetenz zum Erlass von Verordnungen und den Gesetzesvollzug (für den Bundesrat siehe Art. 182 Bundesverfassung). »Die politischen Parteien wirken an der Meinungs- und Willensbildung des Volkes mit.« (Art. 137 Bundesverfassung). In Art. 147 Bundesverfassung ist das Vernehmlassungsverfahren geregelt: »Die Kantone, die politischen Parteien und die interessierten Kreise werden bei der Vorbereitung wichtiger Erlasse und anderer Vorhaben von großer Tragweite sowie bei wichtigen völkerrechtlichen Verträgen zur Stellungnahme eingeladen.« Art. 45 Abs. 1 Bundesverfassung legt fest: »Die Kantone wirken nach Maßgabe der Bundesverfassung an der Willensbildung des Bundes mit, insbesondere an der Rechtsetzung.«
Das Recht teilt Macht bei den Kompetenzen ebenso wie bei den Verfahren zu. Was gilt, wurde früher einmal festgelegt und ist deshalb auch Ausdruck bestehender oder früherer Machtverhältnisse. Dies gilt auch für das Majoritätsprinzip und seine Einschränkungen. Ein Rechtssatz, wonach der Mehrheitswille als Wille des ganzen Volkes entscheiden soll, »ist ja wieder nur ein (mit Majorität gefasster) Beschluss des Volkes selbst«. Die institutionelle Politik, also die Festlegung der Entscheidungsregeln und Kompetenzen, ist ein essentieller und politisch hart umkämpfter Bereich der Willensbildung. So sind Wahlrechtsfragen immer auch Machtfragen.

### Die Akteure der politischen Willensbildung
Gesteuert und letztendlich entschieden wird der politische Willensbildungsprozess gemäß den geltenden Regeln von staatlichen Akteuren. Nichtstaatliche Akteure versuchen nach Kräften und entsprechend der Intensität ihrer Interessen auf den Prozess einzuwirken. Zu unterscheiden sind Einzelakteure und kollektive Akteure. Einzelakteure können in spezifischen Willensbildungsprozessen großen Einfluss haben; die Kontinuität und Nachhaltigkeit der Einflussnahme werden indessen erst durch kollektive Akteure sichergestellt. Die Einzel- und kollektiven Akteure gehen wiederum im Einzelfall Allianzen ein, sei es zur Durchsetzung ihres Willens oder um zu verhindern, dass sich der Wille anderer durchsetzt. Diese Allianzen verfestigen sich zu Blöcken, wenn sie über längere Zeit gemeinsam für ähnliche Interessen kämpfen. Was die dominierenden Akteure angeht, so hat in den vergangenen Dekaden eine Umschichtung stattgefunden. Zwar gehören die Wirtschaftsverbände immer noch zu den wichtigsten Akteuren, aber der Korporatismus – die enge Verflechtung zwischen staatlichen und nichtstaatlichen Akteuren – ist zurückgedrängt worden. Internationale Akteure haben bei der Rechtsentwicklung an Bedeutung gewonnen.

### Willensbildung in Krisenzeiten und außerordentlichen Lagen
In Krisenzeiten und in außerordentlichen Lagen müssen Entscheide rasch und «aus einer Hand» getroffen werden können. Auch für solche «Abkürzungen» des politischen Willensbildungsprozesses gibt es in der Schweiz Regelungen. Ein Bundesgesetz kann von der Bundesversammlung als dringlich erklärt und sofort in Kraft gesetzt werden (Art. 165 Bundesverfassung). Ist die innere oder äußere Sicherheit gefährdet, kann der Bundesrat dringliche Maßnahmen ergreifen (Art. 185 Bundesverfassung). Das Verordnungsrecht des Bundesrates (Art. 182, Abs. 1 Bundesverfassung) erlaubt eine rasche Anpassung an geänderte Umstände und plötzlich auftretende Ereignisse. Das «Bundesgesetz über die Bekämpfung übertragbarer Krankheiten des Menschen» (Epidemiengesetz) gibt dem Bundesrat in Artikel 7 die Kompetenz, in einer außerordentlichen Lage «für das ganze Land oder für einzelne Landesteile die notwendigen Massnahmen» anzuordnen und damit auch in die Kompetenzen der Kantone einzugreifen. Dies hat er am 16. März 2020 zur Bekämpfung der Coronapandemie auch getan. In Krisenzeiten schlägt generell die «Stunde der Exekutive», und der konsensorientierte Willensbildungsprozess ist zu einem guten Teil suspendiert. In der Pandemie kam hinzu, dass das Parlament vorübergehend aktionsunfähig war und die laufende Session abgebrochen hat.
Während der beiden Weltkriege übertrug die Eidgenössische Bundesversammlung dem Bundesrat außerordentliche Vollmachten. Dies geschah nicht gestützt auf die Bundesverfassung, sondern unter Berufung auf «extrakonstitutionelles Notrecht». Die Regierung erhielt dadurch faktisch diktatorische Vollmachten, die während des Zweiten Weltkriegs jedoch durch «Vollmachtenkommissionen» des Parlaments überwacht wurden. Nach den Kriegen tat sich die Regierung schwer damit, diese Vollmachten wieder abzugeben. Da aber – anders als während der Corona-Pandemie – sich die Regierung diese Vollmachten nicht selbst angeeignet hatte, sondern durch das Parlament übertragen wurden, konnte dieses Parlament die Vollmachten auch wieder entziehen oder einschränken.

### Beurteilung des Willensbildungsprozesses in der Schweiz
Willensbildungsprozesse brauchen ihre Zeit. Dieser Zeitbedarf ist unter anderem eine Folge des Einbezugs vieler Akteure und der präventiven Wirkung des Gesetzesreferendums. Wenn man eine Volksabstimmung vermeiden oder gewinnen möchte, dann muss man ein Gesetz politisch möglichst breit abstützen. Kein Akteur kann den Prozess alleine steuern. Es ist leichter, im Laufe des Prozesses etwas zu verhindern als etwas durchzusetzen. Die Willensbildung verläuft keineswegs immer rational; Informationsdefizite, soziale Bindungen, Emotionen, politische Ereignisse, Zeitdruck, Zweifel und Unsicherheit spielen eine Rolle beim Zustandekommen einer Entscheidung.
Anders als in einem autoritären politischen System gibt es in der Schweiz kein »Machtzentrum«, von dem aus der politische Entscheidungsprozess vorbestimmt und gesteuert wird und wo der Wille von Einzelnen zugleich Staatswille ist. »Zutreffend ist wohl die Feststellung, dass in der Schweiz im Grunde gar niemand die Macht hat.«  Viele können nur wenig durchsetzen, und wenige können viel verhindern. Die Mittel und Fähigkeiten, die eigenen Interessen in politische Willensbildungsprozesse einzubringen, sind freilich auch in einer Demokratie ungleich verteilt. Die Möglichkeiten der Beteiligung an Willensbildungsprozessen sind nur formal gleich.
Ein Ausgleich der Interessen ist auch mit Blick auf die politische Stabilität geboten. Kein Gesetz kann nur die Anliegen und Forderungen weniger Interessengruppen berücksichtigen. Es muss, wie bereits angeführt, ein Ausgleich erfolgen zwischen sozialen Gruppen, Wirtschaftsverbänden, Landesteilen, Generationen und Geschlechtern. Geschieht dies nicht, besteht die Gefahr, dass sich ständig unterlegene Minderheiten enttäuscht abwenden und radikalisieren. Der Willensbildungsprozess dauert in einer konsensorientierten Demokratie zwar lange, aber im Gegenzug sind auch die Akzeptanz und Verlässlichkeit hoch. Damit fällt die Umsetzung leichter. Bei einem neuen Gesetz ist nämlich der Umsetzungswiderstand umgekehrt proportional zur Stärke der erfolgreichen Partizipation bei dessen Ausarbeitung.
Ein zusätzlicher »weicher« Faktor von politischen Willensbildungsprozessen, der eng mit der Konkordanz zusammenhängt, ist die »Kultur« von Willensbildungsprozessen. Natürlich wollen Beteiligte als Gewinner aus Willensbildungsprozessen hervorgehen, und sie setzen dafür mit unterschiedlicher Intensität ihre Mittel ein. Menschen lernen aus miterlebten Willensbildungsprozessen; sie werden entsprechend sozialisiert. Sie ordnen ein, welcher Akteur glaubwürdig, verlässlich, initiativ, korrekt ist; wer unzuverlässig, nicht vertrauenswürdig ist, unlautere oder gar illegale Mittel einsetzt usw. Spielregeln werden als fair oder »ungerecht« empfunden. Diese Einschätzung bildet die Grundlage für das Verhalten in künftigen Willensbildungsprozessen. Wer zum Beispiel verleumdet, diffamiert, droht, intrigiert, mit Fake-News arbeitet usw. muss damit rechnen, dass ihm ein nächstes Mal die gleichen Mittel entgegengesetzt werden und dass die Kultur des Entscheidungsprozesses insgesamt vergiftet wird. Die Gegner von heute können die Allianzpartner von morgen sein. Konflikte sind notwendigerweise Bestandteil von Willensbildungsprozessen. Die Akteure, Strukturen und Regeln der Entscheidungsprozesse wandeln sich. Beständig sein kann ein grundlegendes Einvernehmen über die »Konkordanz« selbst: faire Spielregeln, institutionelle Zurückhaltung, gegenseitiger Respekt und der Wille zu ausgewogenen Lösungen.  Es kommt nicht nur auf das Ergebnis eines Willensbildungsprozesses an, sondern auch darauf, wie es zustande gekommen ist.